# فريديريك برون (دراج، من مواليد 1988)
فريديريك برون (بالفرنسية: Frédéric Brun)‏ مواليد 18 أغسطس 1988 في بلفور، فرنسا، هو دراج فرنسي.

## روابط خارجية
- فريديريك برون على موقع الاتحاد الدولي للدراجات (الإنجليزية)
- فريديريك برون على موقع أرشيف الدراجات (الإنجليزية)
- فريديريك برون على موقع إحصائيات الدراجات الإحترافية (الإنجليزية)
- فريديريك برون على موقع نسبة الدراجات (الإنجليزية)